# Яструбівська сільська рада
Яструбівська сільська́ ра́да — до 27 липня 2018 року адміністративно-територіальна одиниця та орган місцевого самоврядування в Козівському районі Тернопільської області. Адміністративний центр — село Яструбове.

## Загальні відомості
- Територія ради: 0,478 км²
- Населення ради: 1 014 особи (станом на 2001 рік)
- Територією ради протікає річка Стрипа

## Населені пункти
Сільській раді підпорядковані населені пункти:
- с. Яструбове

## Склад ради
Рада складається з 16 депутатів та голови.
- Голова ради: Самиця Борис Романович
- Секретар ради: Остапів Оксана Степанівна

### Керівний склад попередніх скликань
| Прізвище, ім'я, по батькові | Основні відомості                                    | Дата обрання | Дата звільнення |
| --------------------------- | ---------------------------------------------------- | ------------ | --------------- |
| Мазепа Оксана Петрівна      | Сільський голова, 1962 року народження, позапартійна | 26.03.2006   | 31.10.2010      |
| Самиця Борис Романович      | Сільський голова, 1959 року народження, освіта вища  | 31.10.2010   |                 |

Примітка: таблиця складена за даними сайту Верховної Ради України

### Депутати
За результатами місцевих виборів 2010 року депутатами ради стали:

#### За суб'єктами висування
| Суб'єкт висування | Кількість обраних депутатів | %    |
| ----------------- | --------------------------- | ---- |
| Самовисування     | 15                          | 93,8 |
| Народна партія    | 1                           | 6,3  |

#### За округами
| № округу       | Прізвище, ім'я, по батькові    | Дата визнання обраним | Освіта             | Партійна приналежність | Відомості про обраного депутата                                                 |
| -------------- | ------------------------------ | --------------------- | ------------------ | ---------------------- | ------------------------------------------------------------------------------- |
| Народна Партія |                                |                       |                    |                        |                                                                                 |
| 3              | Костів Галина Тадеївна         | 05.11.2010            | вища               | позапартійна           | ВАТ «Яструбівський комбінат по обслуговуван ню сільського населення», бухгалтер |
| Самовисування  |                                |                       |                    |                        |                                                                                 |
| 1              | Роговик Михайло Богданович     | 05.11.2010            | вища               | позапартійний          | Тернопіль ська дистанція колії, черговий по станції Денисів- Купчинці           |
| 2              | Качунь Василь Володимирович    | 05.11.2010            | середня            | позапартійний          | Тернопільський національний педагогічний університет ім. В. Гнатюка, студент    |
| 4              | Колосівська Валентина Іванівна | 05.11.2010            | вища               | позапартійна           | фельдшерсько-акушерський пункт с. Яструбове, зав ФАП                            |
| 5              | Михайлишин Петро Миронович     | 05.11.2010            | вища               | позапартійний          | Плотичанська загальноосвітня школа І-ІІ ст., вчитель                            |
| 6              | Шкільний Олег Степанович       | 05.11.2010            | середня            | позапартійний          | Тернопільсь ке вище профучилище № 4, студент ІІ курсу                           |
| 7              | Сирота Василь Богданович       | 10.06.2012            | вища               | позапартійний          | студент                                                                         |
| 8              | Сіканович Тарас Володимирович  | 10.06.2012            | середня спеціальна | позапартійний          | студент                                                                         |
| 9              | Стецько Степан Андрійович      | 05.11.2010            | середня            | позапартійний          | Технічний коледж Тернопільського НТУ ім. І.Пулюя, студент ІІІ курсу             |
| 10             | Остапів Оксана Степанівна      | 05.11.2010            | вища               | позапартійна           | Яструбівська сільська рада, секретар ради                                       |
| 11             | Криса Іван Богданович          | 05.11.2010            | вища               | позапартійний          | Тернопільська дистанція сигналізації та зв'язку, електромеханік                 |
| 12             | Татарин Богдан Павлович        | 10.06.2012            | середня спеціальна | позапартійний          | тимчасово не працює                                                             |
| 13             | Мазепа Оксана Петрівна         | 28.10.2012            | вища               | позапартійна           | Яструбівська сільська рада, секретар виконкому                                  |
| 14             | Аксютич Андрій Анатолійович    | 05.11.2010            | середня            | позапартійний          | Тернопільський національний педагогічний університет ім. В. Гнатюка, студент    |
| 15             | Водарська Галина Володимирівна | 05.11.2010            | вища               | позапартійна           | Яструбівська сільська рада, бухгалтер                                           |
| 16             | Кривий Леонід Васильович       | 05.11.2010            | вища               | позапартійний          | тимчасово не працює                                                             |